# Келіменешть (Муреш)
Келіменешть, Келіменешті (рум. Călimănești) — село у повіті Муреш в Румунії. Входить до складу комуни Финтинеле.
Село розташоване на відстані 244 км на північний захід від Бухареста, 19 км на південний схід від Тиргу-Муреша, 95 км на південний схід від Клуж-Напоки, 108 км на північний захід від Брашова.

## Населення
За даними перепису населення 2002 року у селі проживали 947 осіб.
Національний склад населення села:
| Національність | Кількість осіб | Відсоток |
| -------------- | -------------- | -------- |
| угорці         | 898            | 94,8%    |
| цигани         | 44             | 4,6%     |
| румуни         | 5              | 0,5%     |

Рідною мовою назвали:
| Мова      | Кількість осіб | Відсоток |
| --------- | -------------- | -------- |
| угорська  | 890            | 94,0%    |
| циганська | 49             | 5,2%     |
| румунська | 6              | 0,6%     |